# Moritz Balthasar Borkhausen
Moritz Balthasar Borkhausen (3 de diciembre de 1760, Gießen - 30 de noviembre de 1806, Darmstadt) fue un naturalista alemán.
Borkhausen estudió Derecho y Administración en la Universidad de Giessen, permaneciendo por décadas con intensa actividad científica. En 1793 fue asistente de juzgado de la Diputación Económica Regional de Darmstadt, y trató con la Historia natural de Hessen. En 1796 se volvió Alto comisionado Forestal de la Superintendencia de Giessen y siguió ascendiendo en tales estructuras administraciones forestales.

## Abreviatura (botánica)
- La abreviatura «Borkh.» se emplea para indicar a Moritz Balthasar Borkhausen como autoridad en la descripción y clasificación científica de los vegetales.[1]

## Abreviatura (zoología)
La abreviatura Borkhausen  se emplea para indicar a Moritz Balthasar Borkhausen como autoridad en la descripción y taxonomía en zoología.